# Bleu nuit
Pour l’article homonyme, voir Bleu Nuit.
Bleu nuit est un nom de couleur, utilisé pour désigner une encre, une peinture ou un tissu bleu très foncé.
Nuit tout court renvoie au noir. L'assimilation de la nuit à la couleur bleue est une référence naïve à ce que les savants appellent l'effet Purkinje, selon lequel toutes les couleurs paraissent plus bleues quand la lumière baisse, et qu'on change de domaine de vision, de la vision photopique, diurne, à la vision mésopique, crépusculaire. La vision scotopique, nocturne, ne perçoit pas les couleurs.

## Nuances
Le nuancier RAL indique RAL 5026 Bleu nuit nacré.
Les nuanciers commerciaux proposent 167 bleu nuit, 312 bleu nuit, 1200 bleu nuit.
Certains fournisseurs préfèrent la variante bleu minuit qui retraduit littéralement la traduction anglaise de bleu nuit, « midnight blue » : bleu minuit.
Les noms de couleur du Web, reprenant la liste de  noms de couleur X11, ont un mot-clé MidnightBlue (bleu nuit) qui renvoie le code #191970 (r=25, v=25, b=112).

## Histoire
Le bleu nuit peut avoir son origine sur la scène de l'Opéra, où, pour les scènes nocturnes, la toile de fond était peinte en bleu percé de trous éclairés par des luminaires figurant les étoiles, dont la clarté rendait, par contraste, l'obscurité de la nuit.
L'expression Bleu de nuit se trouve dès 1865 dans la description d'un procédé de fabrication d'un bleu lumière, c'est-à-dire un bleu qui contient suffisamment de vert pour rester bleu, et non noir ou gris, à la lumière du gaz ou des bougies, et en 1867 dans le domaine de la mode. En 1877, Le Figaro écrit : « Donnons à nos lectrices une compensation à l'envahissement de la politique dans nos colonnes, en mettant sous leurs yeux les noms aussi charmants qu'originaux, dont les fabricants de Lyon ont baptisé, pour cet hiver, les belles étoffes de soie. […] Les bleus s'appelleront bleu paon, bleu cobalt, bleu cigüe, bleu belladone, bleu ciel indien, bleu de nuit, bleu gabier, bleu mésange, bleu pilote. »
Bleu nuit est attesté en 1879 dans le domaine de la mode.